# Pochabany
Pochabany é um município da Eslováquia, situado no distrito de Bánovce nad Bebravou, na região de Trenčín. Tem 4,31 km² de área e sua população em 2018 foi estimada em 254 habitantes. Foi citado pela primeira vez em documento oficial no ano de 1329.

## Demografia
| Ano:        | 1994 | 2004    | 2014   | 2024   |
| ----------- | ---- | ------- | ------ | ------ |
| Broj ljudi: | 296  | 254     | 251    | 275    |
| Razlika:    |      | -14,18% | -1,18% | +9,56% |

| Ano:               | 2023 | 2024   |
| ------------------ | ---- | ------ |
| Número de pessoas: | 276  | 275    |
| Diferença:         |      | -0,36% |